# Jean Henry Appelius

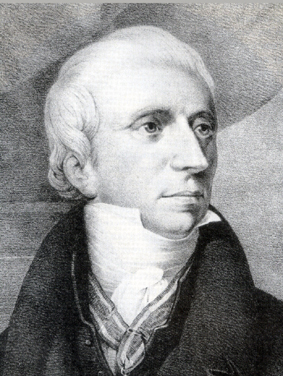
Jean Henry Appelius

Jean Henry Appelius (auch Jan Hendrik Appelius; * 30. April 1767 in Middelburg, Provinz Zeeland; † 12. April 1828 in Den Haag) war ein niederländischer Politiker, der unter anderem Mitglied des Staatsrates (Raad van State) sowie im Königreich Holland unter König Louis Bonaparte 1809 kurzzeitig Minister für Justiz und Polizei sowie zwischen 1809 und 1810 Finanzminister war. Nach Gründung des Königreichs der Vereinigten Niederlande wurde ihm 1820 der Titel Staatsminister (Minister van Staat) verliehen. Zuletzt war er von 1821 und 1824 Generaldirektor der Generaldirektion für Einnahmen und zwischen 1824 und seinem Tode 1828 Finanzminister. Der Königstreue spielte dadurch eine wichtige Rolle in der Finanzpolitik König Wilhelm I., wobei es ihm jedoch nicht gelang, die Wünsche der nördlichen Seeprovinzen mit denen der südlichen Industrieprovinzen in Einklang zu bringen. Das von ihm verteidigte Systemgesetz (Stelselwet), führte deshalb zu heftigem Widerstand der belgischen Provinzen.

## Leben

### Rechtsanwalt, Batavische Republik und Königreich Holland

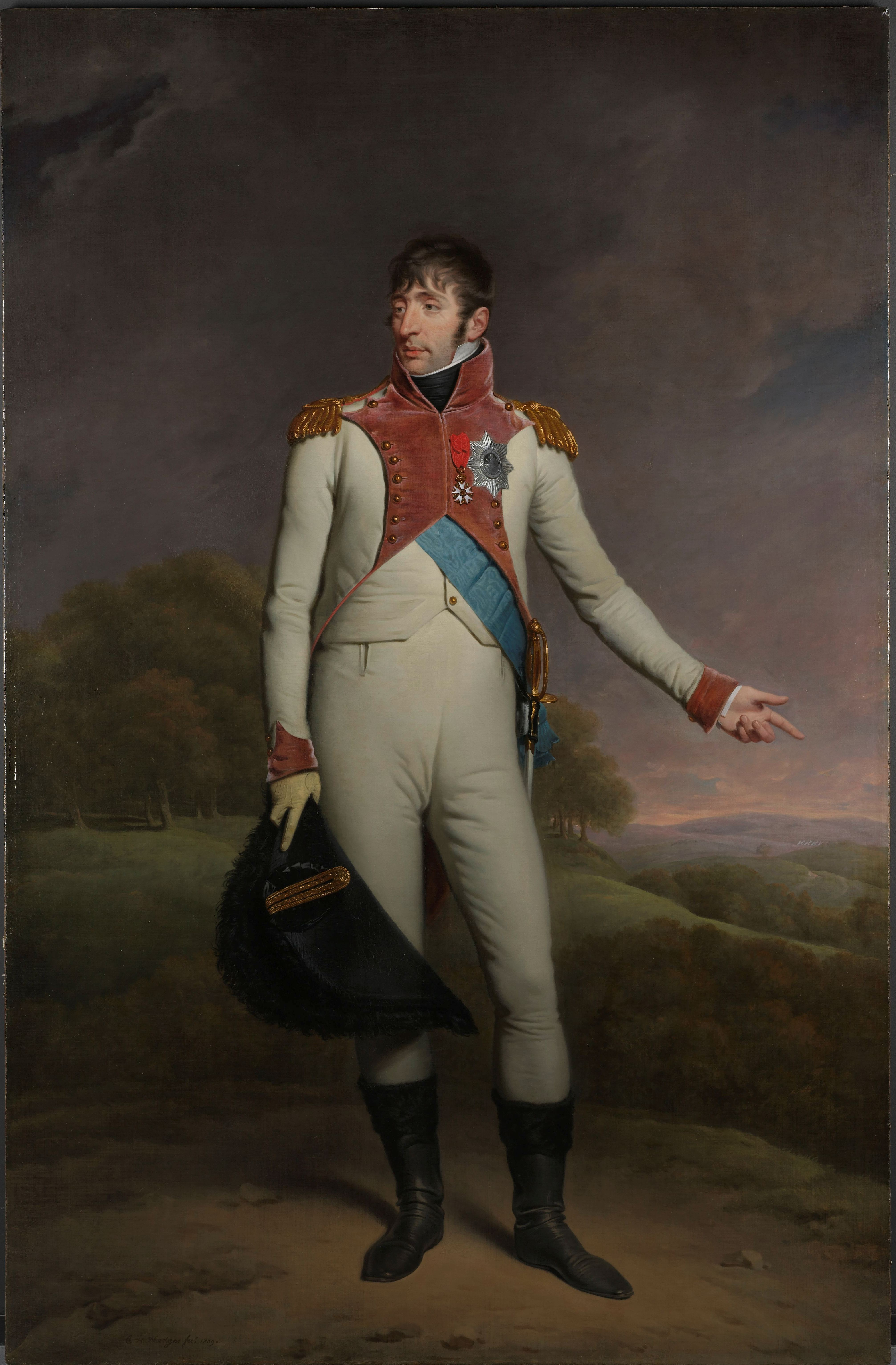
Unter dem König Louis Bonaparte war Appelius unter anderem zeitweise Justiz- und Polizeiminister sowie Finanzminister.

Jean Henry Appelius war der Sohn von Louis Appelius, des Pfarrers der wallonischen Gemeinde und Kommissars des französischen Internats in Middelburg, und dessen zweiter Ehefrau Clasina Jacoba Sprenger. Er begann am 4. November 1783 ein Studium der Fächer Rechtswissenschaft, Römisches Recht und Kanonisches Recht an der Hochschule Leiden (Leidsche Hogeschool) und legte dort am 21. Oktober 1786 seine Promotion zum Doktor beider Rechte (Doctor iuris utriusque) mit der Dissertation Specimen ad Statua Zelandia anni 1495 ab. Im Anschluss nahm er in seiner Geburtsstadt Middelburg eine Tätigkeit als Rechtsanwalt auf. Der Patriot war dort zur Zeit der Republik der Sieben Vereinigten Provinzen zeitweilig auch  Beigeordneter (Wethouder).
Nach Ausrufung der Batavischen Republik am 19. Januar 1795 wurde er als Moderater Ratspensionär (Raadspensionaris) und Mitglied des Parlaments (Provinciale Staten) der Provinz Zeeland sowie am 5. April 1796 Sekretär der Provinciale Staten dieser Provinz. 1798 wurde er für die Provinz Zeeland Vertreter des niederländischen Volkes in der Nationalversammlung (Nationale Vergadering) der Batavischen Republik sowie 1803 zum Finanzrat (Raad van financiën), ehe er 1805 von Ratspensionär Rutger Jan Schimmelpenninck zum Mitglied des Staatsrates (Raad van State) berufen wurde.
Im Königreich Holland ernannte König Louis Bonaparte Jean Henry Appelius zunächst vom 14. Dezember 1807 bis zum 8. Januar 1808 zum Mitglied der Abteilung für Gesetzgebung und allgemeine Angelegenheiten des Staatsrates ernannt. Im Anschluss wurde er 1808 Chef des Staatssekretariats (Chef van de staatssecretarie) und als Nachfolger von Cornelis Felix van Maanen vom 11. April bis zu seiner Ablösung durch Alexander van Hugenpoth tot Aerdt am 27. Mai 1809 kommissarischer Minister für Justiz und Polizei (Minister van Justitie en Politie ad interim). Im Anschluss übernahm er am 27. Mai 1809 von Alexander Gogel den Posten als Finanzminister (Minister van Financiën), den er nach der ach der Annexion der Niederlande durch das Erste Französische Kaiserreich am 13. Juli 1810 noch bis zu seiner Ablösung durch Alexander Gogel am 30. November 1810 behielt. Er selbst wurde nach der Annexion als Mitglied einer Kommission nach Paris entsandt, wo Kaiser Napoleon I. zum Mitglied des Staatsrates für die Sektion Finanzen (Conseiller d’État de la Section des Finances) berief. Des Weiteren war er zwischen dem 8. November 1810 und November 1813 Mitglied des Syndicat de Hollande.

### Königreich der Vereinigten Niederlande

#### Staatsrat und Generaldirektor für Steuern

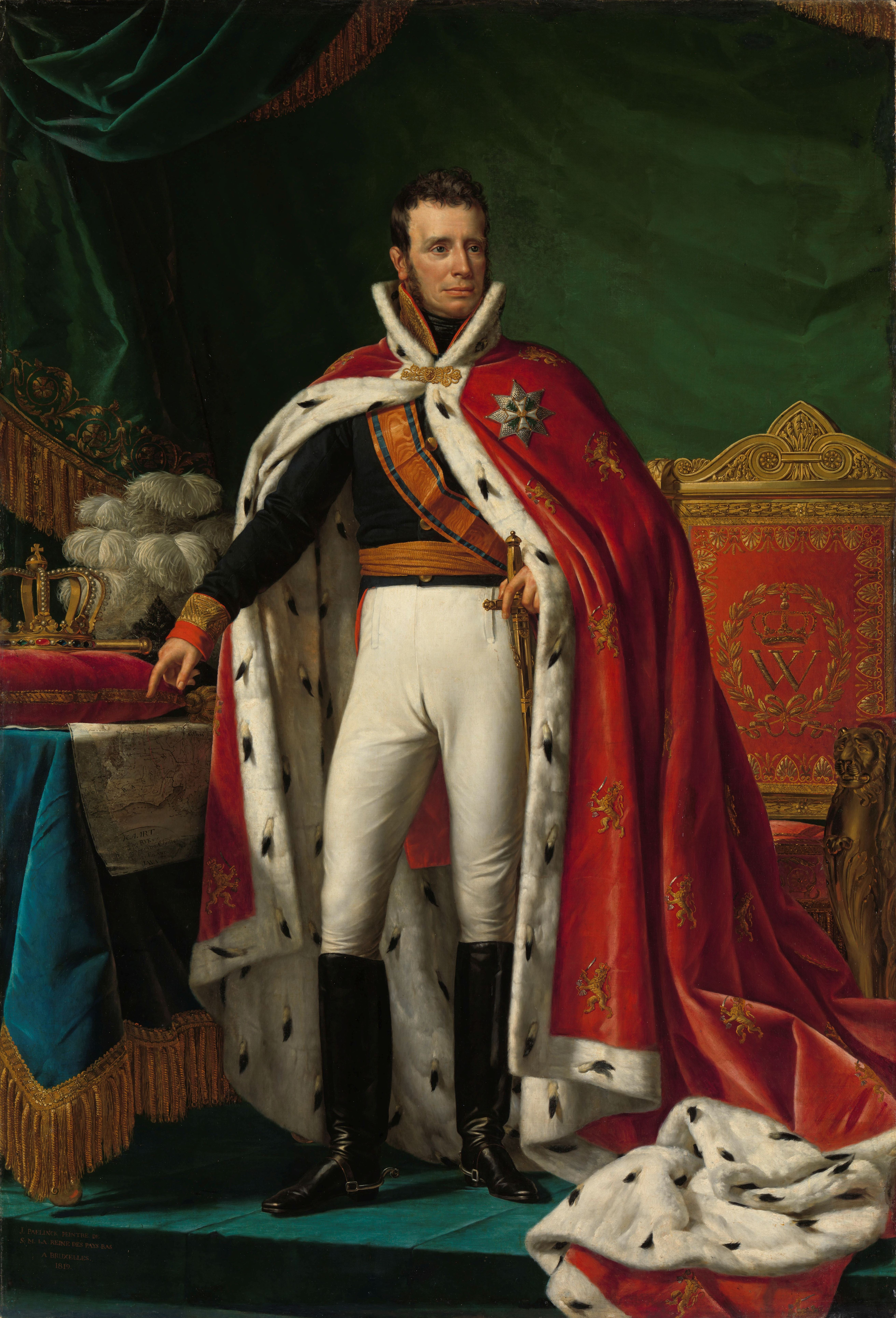
In der Regierungszeit von König Wilhelm I. spielte der Königstreue Appelius eine wichtige Rolle in der Finanzpolitik.

Nach der Befreiung von Frankreich kehrte Appelius am 12. April 1814 in seine Heimat zurück und wurde am 16. Mai 1814 erneut Staatsrat und vom Souveränen Fürst der Niederlande Wilhelm I. zum Generalkommissar für Finanzen (Commissaris-generaal van financiën) für die belgischen Departements mit Sitz in Brüssel ernannt. Nach Gründung des Königreichs der Vereinigten Niederlande am 15. März 1815 wurde er am 15. September 1815 zum Staatsrat in außerordentlichen Diensten (Staatsraad in buitengewone dienst) ernannt und behielt dieses Amt bis zu seinem Tode. Zugleich übernahm er am darauf folgenden 16. September 1815 den Posten des Generaldirektors für die indirekten Reichssteuern (Directeur-generaal van ’s Rijks indirecte belastingen) und legte als solcher im selben Jahr der Zweiten Kammer der Generalstaaten (Tweede Kamer der Staten-Generaal) einen Gesetzentwurf über das Erbrecht (Wet op de successiën) vor, der jedoch abgelehnt wurde. 1817 wurde ein zweiter, geänderter Entwurf angenommen.
Im Februar 1818 übernahm er den Posten als Generaldirektor für eingehende und ausgehende Zölle und Verbrauchssteuern (Directeur-generaal van de in- en uitgaande rechten en accijnsen) sowie 1819 auch als Generaldirektor für indirekte Steuern (Directeur-generaal van de indirecte belastingen). Im April 1819 verteidigte er mit dem Minister für öffentlichen Unterricht, nationale Industrie und Kolonien (Minister van Publiek Onderwijs, Nationale Nijverheid en Koloniën) Anton Reinhard Falck eine Änderung des Steuersystems, wonach hauptsächlich Importe besteuert wurden. Dieser Vorschlag stieß im Norden auf heftigen Widerstand, weswegen er in Rotterdam körperlich bedroht wurde. Durch die Änderung wurden Abgaben in Form von Verbrauchssteuern und Einfuhrzöllen auf Salz, ausländische Spirituosen, Wein, Bier, Kohle, Torf, Lasten, Kaffee und Tee eingeführt.

#### Staatsminister und Finanzminister

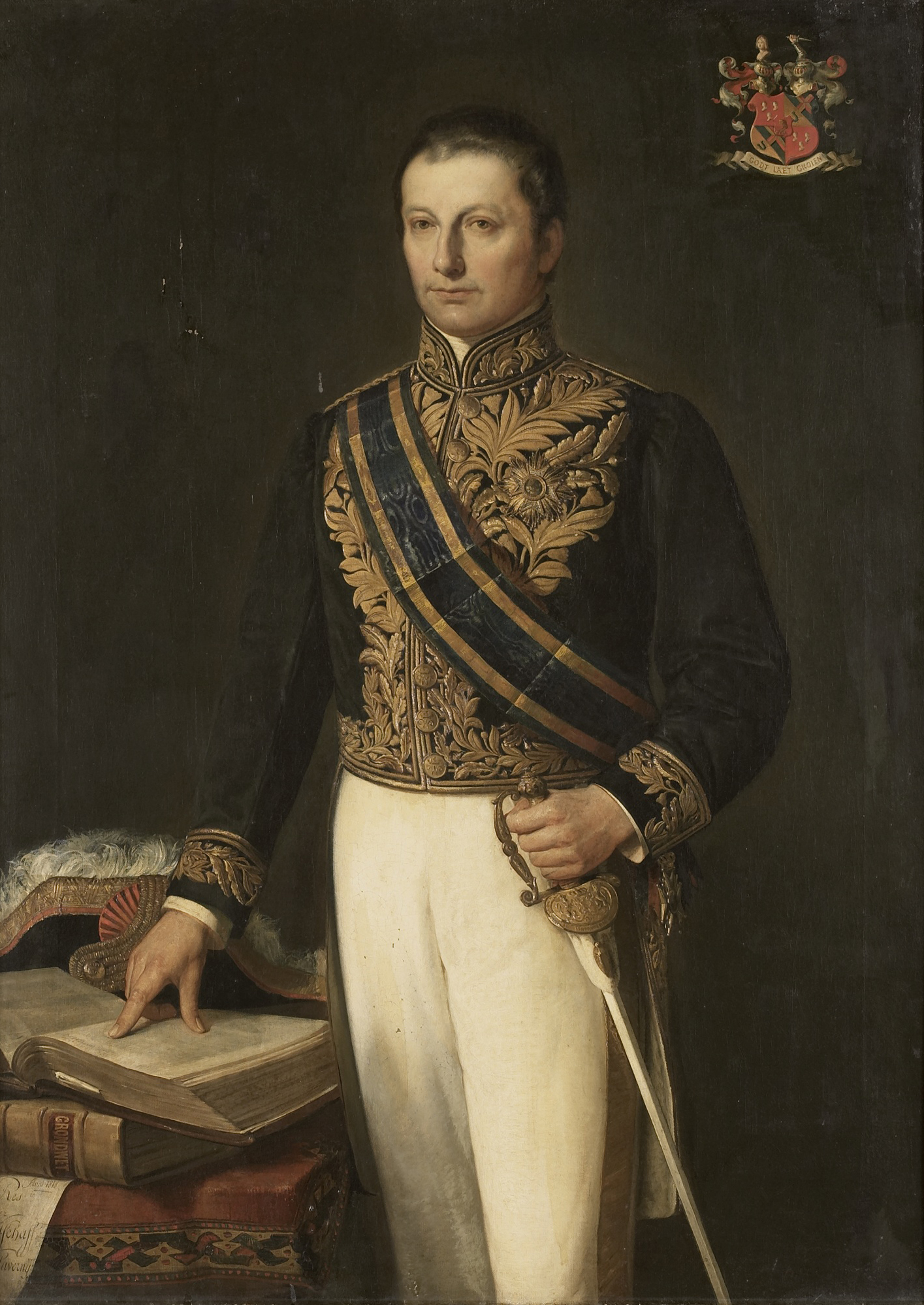
Cornelis Theodorus Elout war der Vorgänger von Appelius als Finanzminister.

Am 21. Dezember 1820 wurde ihm der Titel Staatsminister (Minister van Staat) verliehen. Darüber hinaus wurde er am 1. Januar 1821 auch zum Generaldirektor der Generaldirektion für die Reichseinnahmen (Directeur-generaal van de generale directie van de ontvangsten) ernannt und bekleidete diese diesen Posten bis zum 30. März 1824. 1821 wurde ein neues System von Steuern, Verbrauchssteuern und Einfuhrzöllen eingeführt. Die Steuern setzten sich aus direkten Steuern auf bebautes und unbebautes Land, Personal (Mietwert, Türen und Fenster, Öfen, Möbel, Gesinde und Pferde) und Patente zusammen. Ferner gab es auch indirekte Steuern auf Stempel, Registrierung und Erbschaft sowie eine Reihe von Verbrauchssteuern und Einfuhr- und Ausfuhrzöllen. Im Juni 1821 verteidigte er den Entwurf des Systemgesetzes (Stelselwet) in der Zweiten Kammer, weil der Finanzminister Cornelis Theodorus Elout erkrankt war. Der Gesetzentwurf wurde wegen der Nachteile für die Industrie im Süden von fast allen Mitgliedern des Repräsentantenhauses des Südens, also des heutigen Belgiens, heftig abgelehnt. Das Gesetz trat gleichwohl am 1. Januar 1823 in Kraft.
Als Nachfolger von Cornelis Theodorus Elout übernahm Jean Henry Appelius am 30. März 1824 schließlich selbst den Posten des Finanzministers (Minister van Financiën) und bekleidete dieses Amt bis zu seinem Tode am 12. April 1828, woraufhin Pieter Adrianus Ossewaarde seine Nachfolge antrat. Zugleich war er zwischen dem 30. März 1824 und seinem Tode am 12. April 1828 auch Vorsitzender des Tilgungssyndikats ( Amortisatiesyndicaat), ein 1822 gegründetes Finanzinstitut, das unter anderem mit der Begleichung eines Teils der Staatsschulden und der Finanzierung bestimmter öffentlicher Arbeiten beauftragt war.
Aus seiner am 21. Juli 1799 in Middelburg geschlossenen Ehe mit Johanna Reiniera Elisabeth Otters gingen unter anderem die beiden Töchter Maria Jacoba Appelius (1801–1897) und Henriette Hermine Louise A. (1808–1882).

## Veröffentlichungen
- Specimen ad Statua Zelandia anni 1495, 1786
- De Staatsomwenteling van 1795 in haren waren loop en gevolgen beschouwd, Leiden 1801